# Malawi
Malawi, plným názvem Malawiská republika (anglicky Republic of Malawi), je vnitrozemský stát v jihovýchodní části Afriky u stejnojmenného jezera mezi Zambii, Tanzanií a Mosambikem. Na rozloze 118 000 km² žilo v roce 2016 podle odhadů přes 18 091 000 obyvatel. Hlavním městem je Lilongwe, největším Blantyre. Od roku 1907 bylo území známé jako britský protektorát Nyasaland (česky Ňasko). Po vyhlášení nezávislosti v roce 1964 bylo přejmenováno na Malawi.
Je členem OSN, Commonwealthu, Jihoafrického rozvojového společenství, Společného trhu pro Východní a Jižní Afriku a Africké unie. Patří mezi nejchudší země světa.

## Historie

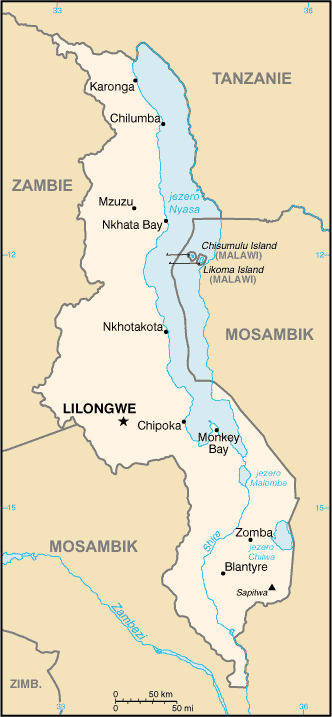
Mapa Malawi

Od 17. do 19. století bylo území pod vlivem arabských východoafrických emirátů. Britové sem poprvé přišli v 60. letech 19. století. Zemi nazvali Ňasko a ovládali ji od roku 1891 až do roku 1964, kdy získala nezávislost. V tomto roce přijala africký název Malawi a prezidentem se stal Hastings Kamuzu Banda.
Prvním hlavním městem státu byla Zomba. Od roku 1975 má tuto funkci Lilongwe, ležící více v centru země.
V roce 1994 byla Bandova vláda jedné strany ukončena a novým vládcem byl zvolen Baliki Muluzi.[zdroj?]

### Vyhlášení nezávislosti
6. července 1964 byl vyhlášen nezávislý stát Malawi. Nešlo ovšem o výraznou změnu, neboť již v únoru předešlého roku se Ňasko stalo samosprávným územím, kde ve svých rukou kontrolovala moc Malawiská kongresová strana, v jejímž čele stál doživotně jmenovaný předseda Hastings Kamuzu Banda. Dominanci tohoto politického uskupení potvrdily volby v dubnu 1964.[zdroj?]

#### Vnitropolitická krize
Dva měsíce po volbách se Malawi dostalo do vnitropolitické krize. Jediný bělošský ministr a další klíčoví černošští ministři rezignovali kvůli pomalé afrikanizaci státní správy. Pro Bandu byla ale klíčová odbornost, nikoliv barva pleti. Zlomem se stalo odmítnutí mnohamilionové dolarové půjčky z Číny bez konzultace s jednotlivými ministry. Na nová ministerská křesla Banda dosadil své oddané přátele.[zdroj?]

### Vztahy se sousedními zeměmi
Vztahy Malawi a afrických revolučních režimů do poloviny roku 1965 by se daly klasifikovat jako velmi dobré. Ke zhoršení došlo, když prezident nově vzniklé Tanzanie udělil politický azyl bývalým ministrům Malawi. V Zambii se zase bývalí ministři zúčastnili vyhlášení tamní nezávislosti. V případě dalších sousedních států se Banda snažil být obezřetný, ovšem kromě Číny, která byla nejbližším spojencem Tanzanie a Zambie. Před vyhlášením nezávislosti Banda sice řekl, že uzná ČLR a bude podporovat její přijetí do OSN, pak ale názor změnil a obvinil ji za vměšování se do vnitřních záležitostí. O několik měsíců později naopak podepsal dohodu o technické spolupráci s Tchaj-wanem a v polovině roku 1966 s ním navázal diplomatické styky. Tvrdý postoj byl uplatněn kromě Číny také na další socialistické země, se kterými odmítl navázat jakékoliv styky.[zdroj?]
Zhoršující vztahy se sousedními zeměmi doprovázel vstřícný postoj vůči apartheidním režimům v JAR a Rhodesii. Na přelomu let 1965 a 1966 Malawi vyhostilo ghanské diplomaty a uzavřelo jejich velvyslanectví. Diplomatické styky byly přerušeny i s Egyptem. Zahraničně politická orientace Malawi, která byla opakem většiny Afriky, se projevovala souhlasem s válkou ve Vietnamu nebo se sjednocením Německa. Bandova jednoznačná orientace na Západ, kterou v rámci jižní a střední Afriky sdílel snad jen zairský diktátor Mobutu Sese Seko, se projevila na druhou stranu rozsáhlou rozvojovou pomocí a půjčkami. V roce 1967 byla překvapena snad celá Afrika, když Malawi uzavřelo obchodní dohodu a následně diplomatické styky s JAR. Banda usiloval o co největší ekonomické styky a předpokládal, že JAR může jeho zemi nabídnout intenzivní hospodářskou pomoc. Vzájemné vztahy výrazně napomohly vzestupu příjmů z turistického ruchu, neboť Malawi bylo jedinou zemí černé Afriky, kam mohli občané jihoafrického apartheidního režimu bez větších problémů cestovat.[zdroj?]
Vládní krize, neúspěšné pokusy o vojenský převrat a stále zvětšující se izolace Malawi kupodivu posílila pozici jejího čelného představitele u obyvatel i v Malawiské kongresové straně.[zdroj?]

### Dějiny konce 20. st. a současnost

#### 80. léta
Přes pokračující represe vůči svým nepřátelům se Banda snažil otevřít Malawi světu. Po vyhlášení nezávislosti marxistické Angoly byl uznán tamní režim ze strany Malawi, v roce 1982 Bandův režim navázal styky s KLDR a o 3 roky později s Rumunskem a Albánií. Oteplení vztahů se zeměmi jižní Afriky datující se od poloviny 80. let se projevilo navázáním diplomatických styků se Zimbabwe a sousední Tanzanií a Mosambikem. Ruku v ruce s koncem studené války a změnou režimu v JAR na přelomu 80. a 90. let začaly nevládní organizace ze zemí poskytujících rozvojovou pomoc Malawi kritizovat stav lidských práv. Tlak „Západu“ na politické změny v Malawi byly motivovány především nevyřešeným nástupnictvím po stárnoucím diktátorovi. Pod vlivem malawiského exilu došlo v roce 1992 k uzavření finančního toku ze Západu, což mělo velký význam, neboť zahraniční pomoc představovala téměř ¼ HDP a 40 % příjmu státního rozpočtu. Na straně Malawi zůstal jen Tchaj-wan a částečně i Izrael.[zdroj?]

#### 90. léta
Pod tlakem situace souhlasil Banda se zahájením politických reforem. V září 1992 se veřejnosti představila Aliance za demokracii požadující referendum v otázce principu jedné politické strany, která se těšila podpoře hlavně ze severu země. K jejím příznivcům patřili úředníci, právníci, vědci a podnikatelé. Dalším subjektem na rodící se politické scéně byla Sjednocená demokratická fronta s cílem prosadit demokracii a systém více stran, v jejímž čele stáli známí podnikatelé a bývalí členové vládní strany. Pod tlakem na obnovu demokracie ze strany politických subjektů, církve a nezávislých médií dosluhující diktátor souhlasil s konáním referenda, které rozhodne o případné změně systému jedné politické strany. V něm hlasovalo 63,5 % pro skoncování totalitního režimu. Ústavní změny v listopadu 1993 umožnily první demokratické volby. Současně byl zrušen doživotní mandát prezidenta Bandy a malawiské věznice opustily tisíce politických vězňů.[zdroj?]

#### Volby 1994
Parlamentní volby 17. května 1994 vyhrály opoziční strany. Konkrétně to byla vedoucí Sjednocená demokratická fronta se ziskem 46,4 % hlasů a 85 mandátů a Aliance za demokracii (19 % a 36 mandátů) mezi něž se vklínila Bandova Malawiská kongresová strana (33,7 % a 56 mandátů) slavící úspěch ve středu země.[zdroj?]
Prezidentské volby se nesly ve stejném duchu. Vítězem se stal Bakili Muluzi se ziskem 47,2 % hlasů ze Sjednocené demokratické fronty, o příčku níž se dostal stárnoucí Banda (33,5 %) a bronzový stupínek obsadil Chakufwa Chihana nominovaný Aliancí za demokracii (18,9 %).[zdroj?]

#### Konec Bandovy éry
Zhoršující se stav Bandy na konci jeho éry mu již neumožňoval řízení země. Následně ohlásil konec účasti v aktivní politice. V lednu 1995 byl na základě výsledků vyšetřování vražd z Mwanzy roku 1983 odsouzen k domácímu vězení. V červenci byl dokonce zahájen soudní proces, ale pro nedostatek důkazů byl Banda zproštěn viny a domácí vězení mu bylo zrušeno. Jeho zdravotní stav se ale zhoršil a po převozu do nemocnice v Johannesburgu dne 25. 11. 1997 zemřel. Oficiálně se dožil úctyhodných 91 let, nicméně dnes je téměř jisté, že byl o 8 let starší.[zdroj?]

#### Volby 1999
Druhé demokratické volby v polovině června 1999 potvrdily stávající fakt, že tamní voliči nevolí podle programu, nýbrž dle etnické příslušnosti. Vítězná Sjednocená demokratická fronta slavila úspěch na jihu země, druhá v pořadí Malawiská kongresová strana triumfovala ve středu země a Aliance za demokracii zvítězila na severu.[zdroj?]
Naproti tomu prezidentská volba se nesla v dramatičtějším duchu, neboť největší 3 strany postavily jen 2 kandidáty. Boje o prezidentské křeslo se zúčastnili stávající hlava státu Bakili Muluzi a bývalý Bandův spolupracovník Gwanda Chakuamba, nominovaný Malawiskou kongresovou stranou a Aliancí za demokracii. Kalkul těchto dvou stran očekávající převahu hlasů ze severu a středu oproti jihu země se nakonec nezdařil a Muluzi tak obhájil svůj post.[zdroj?]

#### Muluziova vláda
Největším úspěchem prvního funkčního období Muluziovy vlády byla svoboda projevu a s ní související existence nezávislého tisku. Na druhou stranu ale právě toto médium odhalilo rozsáhlou korupci ve státním aparátu. I přes počáteční odpor se policejní a bezpečnostní složky nakonec přiklonily na Muluziovu stranu. Došlo ke zlepšení vztahů se zeměmi, se kterými to bylo za Bandova režimu jen stěží představitelné. Muslim Bakili Muluzi osobně napomohl zlepšení vztahů s islámskými zeměmi jako byla Libye, Indonésie či Malajsie. Předpokládané přerušení vztahů s Tchaj-wanem, jenž byl upřednostňován bývalým režimem oproti komunistické Číně, se nakonec nekonalo.[zdroj?]

#### Volby 2003
V pořadí třetí volby v roce 2003 všechny politické síly zaskočily. Aliance za demokracii propadla, z vítězství se naopak radovala Malawiská kongresová strana, která přeskočila dosud nejsilnější Sjednocenou demokratickou frontu.[zdroj?]
V prezidentských volbách nicméně slavila úspěch opět Sjednocená demokratická fronta se svým kandidátem Bunguuem wa Mutharikou, který porazil bývalé předsedy Malawiské kongresové strany Johna Temba a Gwandu Chakuambu.[zdroj?]

#### Mutharikova vláda
Mutharika po nástupu do funkce inicioval vyšetřování korupčních případů Muluziho blízkých spolupracovníků. To přineslo prezidentovi popularitu na veřejnosti, ale ve své vlastní straně se naopak dostával do izolace. Neutuchající spory se svou stranou vedly Muthariku k vytvoření své vlastní Demokratické pokrokové strany, do které během několika dnů přestoupilo jeho 18 bývalých spolustraníků. Za hlavní cíle nově vzniklé strany stanovil Mutharika zlepšení ekonomické situace, transparentnost a potlačení korupce. Tím si získal klíčové zahraniční partnery Malawi.[zdroj?]

## Státní symboly

### Vlajka
Malawiská vlajka je tvořena listem o poměru stran 2:3 se třemi vodorovnými pruhy: černým, rudým a zeleným. V horním pruhu je zobrazeno stoupající rudé slunce s 31 paprsky.

## Geografie
S rozlohou 118 480 km² je 19. nejmenší africkou zemí, 1,5× větší než Česko. Celou zemí se táhne od severu k jihu Velká příkopová propadlina, jejíž dno je v severní části zalito jezerem Malawi, které je třetím největším africkým jezerem. Nejvyšší hora Sapitwa v pohoří Shire Highlands na jihovýchodě země je vysoká 3 002 m. Na severozápadě leží náhorní plošina Nyika Plateau, která je vyšší než 2 600 m. Základem říční sítě je jezero Malawi, z něhož vytéká největší řeka Shire, která se valí do řeky Zambezi. Z vlhkého okolí jezera se krajina na západě zvedá k chladným náhorním plošinám a zalesněným horám posetým čajovníkovými plantážemi. Většina země je pokryta rozlehlými pastvinami, kde se potulují antilopy a levharti, před lovci chráněni v pěti malawiských národních parcích.[zdroj?]
Podnebí je rovníkové s letním obdobím dešťů a zimním obdobím sucha. Ročně naprší v nížinách 750 až 1 000 mm, na horách až 2 000 mm. Průměrné teploty nejteplejšího měsíce se pohybují od 20 °C po 27 °C, nejstudenějšího od 14 °C do 19 °C[zdroj?]

### Administrativní členění
Země se dělí na 3 provincie (Severní, Centrální a Jižní) s 28 okresy (Balaka, Blantyre, Chikwawa, Chiradzulu, Chitipa, Dedza, Dowa, Karonga, Kasungu, Likoma, Lilongwe, Machinga (Kalupe), Mangochi, Mchinji, Mulanje, Mwanza, Mzimba, Neno, Ntcheu, Nkhata Bay, Nkhotakota, Nsanje, Ntchisi, Phalombe, Rumphi, Salima, Thyolo, Zomba)[zdroj?]

### Velká města
- Lilongwe – 866 272 obyvatel (hlavní město)
- Blantyre – 732 518 obyvatel
- Mzuzu – 175 345 obyvatel
- Zomba – 101 140 obyvatel

## Obyvatelé
Asi 60 % obyvatel jsou Malawijci, ostatní patří k domorodým kmenům. Gramotnost je 65 %. Podle odhadu z roku 2010 se 69 % obyvatel hlásí ke křesťanství, 26 % k islámu. Jiný odhad z roku 2015 udává 86,6 % křesťanů a 12,1 % muslimů. Úředním jazykem je angličtina, v zemi se ale používají i jazyky jednotlivých kmenů. Nejrozšířenější je čičevština.[zdroj?]
Obyvatelstvo žije většinou na vesnicích v kulatých domcích z bláta vysušeného na slunci se střechami z čirokových došek. V tradičních venkovských rodinách je hlavou domácnosti matka. Ženy mají na starosti pěstování a sklízení manioku, čiroku a kukuřice, kterými živí své rodiny. Muži dohlížejí na dobytek a ovce nebo chodí na lov a na ryby. Mnozí pracují na tabákových nebo bavlníkových plantážích, které vlastní Evropané.[zdroj?]

### Náboženství
Malawi je většinově křesťanská země s významnou muslimskou menšinou. Náboženské zastoupení je následující: protestantské církve 33,5 % (zahrnuje presbyteriánské církve střední Afriky 14,2 %, adventisty/baptisty sedmého dne 9,4 %, letniční 7,6 %, anglikánce 2,3 %), římskokatolická církev 17,2 %, ostatní křesťané 26,6 %, muslimové 13,8 %, tradiční nebo jiné náboženství 6,8 %, bez vyznání 2,1 %. Největší křesťanské skupiny v Malawi jsou římskokatolická církev a presbyteriánská církev střední Afriky (CCAP). CCAP je největší protestantská denominace v Malawi s 1,3 miliony členů. Existují také menší presbyteriánské denominace jako Reformovaná presbyteriánská církev v Malawi a Evangelická presbyteriánská církev v Malawi. Většina muslimské populace jsou sunnité, menšina následuje školu Ahmadíja. Běžné je Malawi vyznávání křesťanství spolu s některým z tradičních náboženství (vícečetná náboženská identita), případně jejich synkretismu.

## Hospodářství

### 60. a 70. léta
V 1. polovině Bandovy éry dosáhl stát Malawi výborných ekonomických výsledků. Růst ekonomiky byl založen hlavně na realizaci dvou výrazných investicí. Prvním z nich byla stavba železnice do mosambické Nacaly, která umožňovala export a import nejkratší cestou k Indickému oceánu. Druhým klíčovým projektem byla stavba dvou páteřních silnic ze severu na jih země, z nichž jedna vedla podél břehu malawiského jezera a druhá o několik set metrů výše na náhorní plošině.[zdroj?]
Banda od samého počátku podporoval orientaci ekonomiky na zemědělskou produkci, což byla v zemi bez vlastních přírodních zdrojů snad nejlepší volba. Na jihu země dominovalo pěstování čaje, na dolním toku řeky Shire bylo zavedeno intenzivní pěstování bavlny a díky sankcím vůči Rhodesii se markantně zvýšila produkce tabáku. Zemědělství se podílelo na více než ⅓ HDP a 90 % exportních příjmů. Mezi léty 1969 a 1973 Malawi dosahovalo ročně 5% hospodářského růstu, a když se na konci 70. let růst ještě o jeden procentní bod zvýšil, malawiský HDP se více než ztrojnásobil oproti počátku nezávislosti. Disponibilní finanční prostředky byly dokonce 25krát vyšší než tomu bylo v roce 1964. Tyto úspěchy se promítly též do povinné školní docházky, která se během 30 let zvýšila z 20 % na 70 %, a umožnily výrazné investice do zdravotnictví a výstavbu první univerzity.[zdroj?]
Na rozvoj ekonomiky měla vliv rozvojová pomoc ze zahraničí. Hlavním přispěvatelem do státní pokladny byla tradičně Británie, zejména pak Skotsko. Pozadu nezůstala ani JAR a další státy jako Francie, SRN, Dánsko, Kanada a Japonsko. Významná role Tchaj-wanu spočívala zejména ve financování zemědělských projektů. Všechny výše zmíněné země tímto hýčkali tuto výspu „Západu“ v Africe.[zdroj?]

### 80. léta
Do počátku 80. let se datuje hluboká ekonomická krize. V roce 1979 postihly Malawi klimatické změny, které měly za následek snížení produkce tabáku, čaje a dalších plodin. Do ekonomiky se promítla i občanská válka v sousedním Mosambiku, kde byla přerušena Nacalská železnice, a navíc postihl hlavní malawiské komodity pokles cen. Vzhledem k tomuto vývoji požádalo Malawi o zahraniční pomoc. Ve 2. polovině 80. let se dosti výrazně ve zdejší pomoci začalo angažovat Japonsko, které se stalo největším dárcem rozvojové pomoci a 3. největším obchodním partnerem.[zdroj?]

### Období Muluziho vlády
Na poli ekonomickém se Muluziho vláda snažila držet reforem navržených Mezinárodním měnovým fondem a Světovou bankou. Došlo k oživení v zemědělské, dopravní a obchodní oblastí, HDP vzrostl za velmi krátkou dobu o 10 %. Pozitivem bylo i obnovení rozvojové pomoci. Nicméně i přesto všechno se Malawi řadilo mezi nejchudší země světa.[zdroj?]
Ve druhém volebním období se ekonomická situace v této zemi zhoršila. Napomohla tomu neúspěšná privatizace, krize ve formě poklesu cen a snížení kvality zasáhla i klíčové odvětví jakým bylo pěstování a zpracování tabáku. Po roce 2000 začala stoupat inflace, která zpomalila hospodářský růst. K tomu se přidalo o 2 roky později katastrofální sucho. Tyto faktory vyvolaly novou ekonomickou krizi, zvýšení nezaměstnanosti a odliv zahraničního kapitálu.[zdroj?]

### Současnost
Malawi má kvůli své nevýhodné pozici znemožněn jakýkoliv obchod, do země nevedou téměř žádné silnice nebo železnice. S 900 USD HDP (PPP) patří země k těm nejchudším. Jenom v letech 1995 a 1996 si musela půjčit u Světové banky 192 milionů USD. Měnou je malawská kwacha.[zdroj?]
Malawi je málo rozvinutý zemědělský stát. Pěstuje se zde hlavně tabák, který tvoří až 70 % vývozu a je jediným významným vyváženým produktem. Dále se pěstuje kukuřice, rýže, sorgo, batáty, bavlna, cukrová třtina, podzemnice olejná, čaj a banány. Chová se nejvíce skot a kozy. Důležitý je vnitrozemský rybolov v jezeře Malawi. Těží se dřevo.[zdroj?]

## Politika

### Politické strany
Největší stranou v Národním shromáždění je Demokratická pokroková strana (DPP), následovaná Malawiskou kongresovou stranou (MCP) a Spojenou demokratickou frontou (UDF). Menší strany zastupuje Pokrokové lidové hnutí, Kongres za národní jednotu, Lidová strana proměny, Republikánská strana, Aliance pro demokracii (Aford), Malawi Fórum pro jednotu a rozvoj (Mafunde), Národní demokratická aliance (NP) a Hnutí za Skutečnou demokratickou změnu (Mgode).[zdroj?]

### Hlavy státu
6. 7. 1964 – 6. 7. 1966 – Sir Glyn Smallwood Jones – generální guvernér reprezentující britskou monarchii jako hlava státu

6. 7. 1966 – 21. 5. 1994 – Hastings Kamuzu Banda – prezident – MCP

21. 5. 1994 – 24. 5. 2004 – Elson Bakili Muluzi – prezident – UDF

24. 5. 2004 – 5. 4. 2012 – Bingu wa Mutharika – prezident – UDF

7. 4. 2012 – 31. 5. 2014 – Joyce Bandová – prezidentka – PP

31. 5. 2014 – 28.6. 2020 – Peter Mutharika – prezident – DPP
od 28. 6. 2020 – Lazarus Chakwera – prezident – MCP

### Audiovizuální dokumenty
- Čas pro Malawi [TV dokumentární film]. TV Noe. Premiéra 9.12.2017 [cit. 2025-05-28]. Dostupné z: https://www.tvnoe.cz/porad/20105-cas-pro-malawi/viz-412312 [Dokument vypovídá o pomoci dobrovolníků Česko-Slovenské neziskové organizace International Humanity v odlehlých oblastech země. O poskytování terénní zdravotní péče v improvizovaných prostorách, léčbě podvýživy, schistosomózy, malárie a jejích následků, epilepsie atd.]